# Itaboravis elaphrocnemoides
Itaboravis elaphrocnemoides — вид великих м'ясоїдних наземних викопних птахів родини фороракосових (Phorusrhacidae), що існував у ранньому еоцені (53 млн років тому) в Південній Америці.

## Скам'янілості
Викопні рештки птаха знайдені у відкладеннях формації Ітаборай у муніципалітеті Ітаборай штату Ріо-де-Жанейро на південному сході Бразилії. Відомий з решток лівого коракоїда та обидвох плечових кісток.